# Javier Perianes
Javier Perianes Granero (Nerva, provincia de Huelva, España, 24 de septiembre de 1978) es un pianista español de relevancia internacional galardonado con el Premio Nacional de Música (España) en 2012.

## Biografía
Comenzó sus estudios en el conservatorio de Huelva (que actualmente lleva su nombre) con profesores como Julia Hierro, Lucio Muñoz y María Ramblado, durante los cuales ganó numerosos premios en concursos pianísticos.
Más tarde, cursó sus estudios superiores con la pianista Ana Guijarro en el Conservatorio Superior de Música de Sevilla donde obtuvo el Premio de Honor de Fin de Carrera. Posteriormente prosiguió sus estudios con el maestro Josep Colom y ha recibido valiosos consejos de maestros como Richard Goode, Alicia de Larrocha y Daniel Barenboim.
Ha participado en gran parte de festivales internacionales españoles (Santander, Granada, Perelada, San Sebastián, etc.) así como en el prestigioso Ciclo Scherzo de Jóvenes Pianistas del siglo XXI, en la Sala Rajmáninov del Conservatorio Chaikovski de Moscú, en el Conservatorio de Shanghái, el Weill Recital Hall (Carnegie Hall), en el festival de piano de "La Roque D´Antheron" de Francia así como en "Las folles Journees" de Nantes y Bilbao y más recientemente su presentación en el Festival de Ravinia y Gilmore en Estados Unidos, el Konzerthaus de Berlín, el Royal Festival Hall de Londres, el Carnegie Hall de Nueva York, el Théâtre des Champs Élysées de París, la Philharmonie de Berlín, Concertgebouw de Ámsterdam o el Suntory Hall de Tokio.
En 2004 hizo su debut bajo la batuta del maestro Daniel Barenboim con el "Concierto Emperador” de Beethoven así como con la Orquesta Filarmónica de Varsovia y el maestro Antoni Witt.
Ha participado en Chicago en el proyecto “Barenboim on Beethoven” en la grabación para televisión y DVD de unas clases magistrales del propio maestro Daniel Barenboim.
Ha actuado junto a la gran mayoría de orquestas españolas y con formaciones internacionales de prestigio y ha colaborado con maestros como Daniel Barenboim, Charles Dutoit, Zubin Mehta, Lorin Maazel, Rafael Frühbeck de Burgos, Daniel Harding, Yuri Temirkanov, Juanjo Mena, Jesús López Cobos, Josep Pons, Andrés Orozco-Estrada, Robin Ticciati, Thomas Dausgaard y Vasily Petrenko, entre otros. 
En febrero de 2016 debutó en el Ciclo Ibermúsica de Madrid junto a la Royal Concertgebouw de Ámsterdam y Semyon Bychkov con el Concierto Nr. 5, Emperador, de Beethoven en una sustitución de última hora. Dentro de ese ciclo, Perianes se presentó con la Filarmónica de Viena en la inauguración de la temporada 2017. Lo hizo interpretando el Concierto n.º 4 en Sol Mayor de Beethoven junto al Maestro colombiano Andrés Orozco Estrada.
El 22 de junio de 2016 actuó en el Festival Internacional de Música y Danza de Granada junto a la Royal Philharmonic Orchestra y el Maestro Charles Dutoit interpretarndo el Concierto en Sol de Ravel y en homenaje a Manuel de Falla interpretó sus Noches en los jardines de España cuando se cumplía el centenario de su estreno.
Sus próximos compromisos incluyen colaboraciones con orquestas españolas e internacionales, su presentación junto a la Orquesta Sinfónica de Londres con el maestro Daniel Harding, la apertura de la temporada con la New World Symphony en Miami Beach dirigido por Michael Tilson Thomas.
Premio Nacional de Música 2012, Javier Perianes ha sido descrito como “un pianista de impecable y refinado gusto, dotado de una extraordinaria calidez sonora” (The Telegraph).
Artista exclusivo del sello Harmonia Mundi, su álbum dedicado a Falla, que incluye Noches en los jardines de España y una selección de piezas para piano, fue nominado al Grammy Latino 2012. Más recientemente ha salido al mercado una grabación en vivo del Concierto para piano de Grieg con la Orquesta Sinfónica de la BBC y el maestro Sakari Oramo. La revista Gramophone indicaba sobre esta grabación:“Hay que ser realmente valiente para grabar el Concierto para piano de Grieg […] pero la interpretación del joven virtuoso español Javier Perianes es de una brillantez e intrepidez tales que borra prácticamente los recuerdos del pasado”. 
El disco de Grieg recibió, entre otros reconocimientos, el sello excepcional de Scherzo, el Editor’s Choice de Gramophone, así como el Choc de Clásica y el Choix de France Musique.
En julio de 2021 inauguró el Festival Internacional de Música Pau Casals del Vendrell con el concierto "La muerte de Granados, una tragedia". Con este concierto Perianes ha homenajeado al compositor y pianista Enric Granados y ha recordado el concierto que ofrecieron Pau Casals y sus amigos en el Metropolitan Opera House y el gran disgusto que la muerte de Granados causó en Pau Casals.

## Premios
- Premio Nacional de Música 2012[15]
- Medalla de Andalucía 2005
- Premio “Ojo Crítico “ de RNE 2005[16]
- Primer Premio y Medalla de Oro del XLII Concurso Internacional de Piano “Premio Jaén”
- Primer Premio del VIII Concurso Internacional de Piano de la Fundación Jacinto e Inocencio Guerrero
- Tercer Premio y Medalla de Bronce del XIV Concurso Internacional “Vianna da Motta” en Lisboa (Portugal).

## Discografía principal
- Cantilena, Harmonia Mundi, 2020.
- Claude Debussy, Preludios del Primer Libro, Estampas, HM, 2018
- Claude Debussy, Primer Sonata para chelo y piano, con Jean Guihen Queyras,chelo, HM 2018
- Bela Bartok, Concierto N 3, Pablo Heras Casado (2017)[17]
- Granados, Turina, Quintetos para piano y cuerdas, Cuarteto Quiroga, 2017[18]
- Félix Mendelssohn, Canciones sin Palabras, HM[19][20]
- ..les sons et les parfums, con obras de Chopin y Debussy (2013).[21]
- Franz Schubert / Impromptus[22]
- Franz Schubert, Sonatas 13 y 21,[23]
- Federico Mompou / Música Callada. Harmonia Mundi (2006)[24]
- Manuel Blasco de Nebra / Sonatas (LE CHOC de Le Monde de la Musique y Disco Excepcional de la Revista Scherzo). Harmonia Mundi (2010)[25][26]
- Recital en vivo en el Patio de los Arrayanes dentro del Festival Internacional de Música y Danza de Granada 2005 (Disco Excepcional Scherzo octubre de 2006).
- Beethoven / Moto perpetuo (Sonatas Op.26, 31, 54, 90). Harmonia Mundi (2012)[27]
- Manuel de Falla / Noches en los jardines de España
- Beethoven, Barenboim Masterclass: United by Beethoven, EMI
- Encuentro, Javier Perianes, Estrella Morente, HM[28]

## Epónimos
El Conservatorio de Música de la ciudad de Huelva lleva su nombre.